# Allāh Bakhsh Maḩalleh
Allāh Bakhsh Maḩalleh (persiska: اللّه بخش محله) är en ort i Iran.   Den ligger i provinsen Gilan, i den nordvästra delen av landet, 290 km nordväst om huvudstaden Teheran. Antalet invånare är 588.
Terrängen runt Allāh Bakhsh Maḩalleh är platt åt nordost, men åt sydväst är den kuperad.  Närmaste större samhälle är Reẕvānshahr, 3,0 km söder om Allāh Bakhsh Maḩalleh. 